# Liste der Monuments historiques in Lévis-Saint-Nom
Die Liste der Monuments historiques in Lévis-Saint-Nom führt die Monuments historiques in der französischen Gemeinde Lévis-Saint-Nom auf.

## Liste der Bauwerke
| Bezeichnung                  | Beschreibung | Standort | Kennzeichnung | Schutzstatus | Datum | Bild |
| ---------------------------- | ------------ | -------- | ------------- | ------------ | ----- | ---- |
| Abtei Notre-Dame-de-la-Roche |              | (Lage)   | PA00087468    | Inscrit      | 1926  |      |

## Liste der Objekte

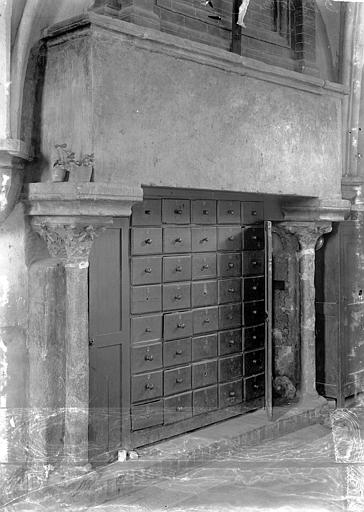
Koffer in der Abtei Notre-Dame-de-la-Roche

- Monuments historiques (Objekte) in Lévis-Saint-Nom in der Base Palissy des französischen Kultusministeriums